# Квинт Волузий
Квинт Волузий (на латински: Quintus Volusius) e политик и сенатор на ранната Римска империя. Служи 51—50 пр.н.е. като префект в Киликия при Цицерон.
Произлиза от старата преторска фамилия Волузии. Далечна роднина е на император Тиберий. Баща е на Луций Волузий Сатурнин (суфектконсул 12 пр.н.е.) и Волузия Сатурнина, която се омъжва за Марк Лолий Павлин Младши (суфектконсул 31 г.). Дядо е на Луций Волузий Сатурнин (суфектконсул 3 г.), на Лолия Павлина (третата съпруга на Калигула) и на Лолия Сатурнина, (любовница на Калигула).